# Ijevani Lerrnashght'a
Ijevani Lerrnashght'a är en bergskedja i Armenien. Den ligger i den norra delen av landet, 90 kilometer nordost om huvudstaden Jerevan.
Omgivningarna runt Ijevani Lerrnashght'a är en mosaik av jordbruksmark och naturlig växtlighet. Runt Ijevani Lerrnashght'a är det ganska tätbefolkat, med 58 invånare per kvadratkilometer.